# Armsein

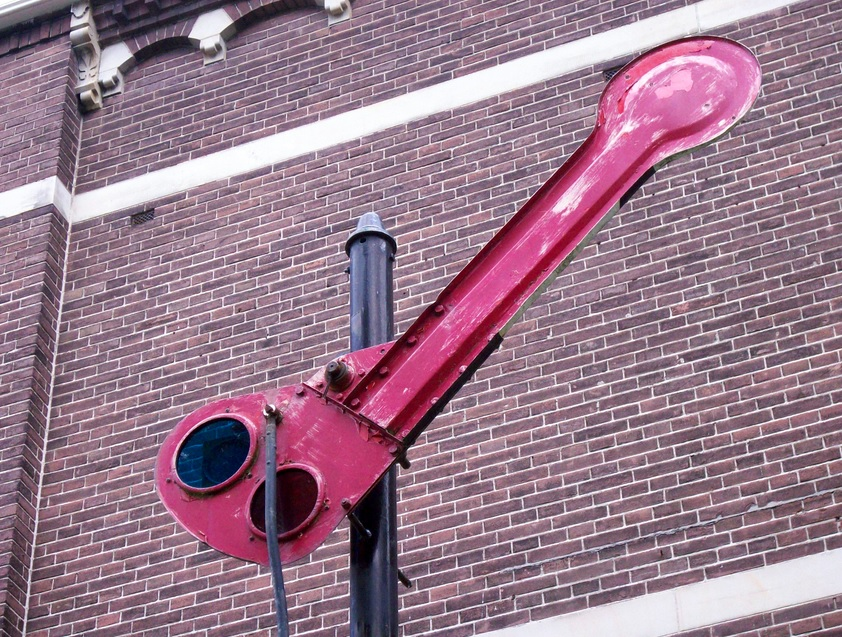
Een historisch armsein in de nabijheid van het Spoorwegmuseum in Utrecht

Een armsein is een mechanisch spoorwegsein dat bestaat uit een paal met een beweegbare arm. De arm geeft de stand van het sein aan. Armseinen tonen ook een gekleurd licht, zodat machinisten of treinbestuurders armseinen ook bij duisternis kunnen waarnemen. Deze lichten zijn zwak en bij daglicht niet goed zichtbaar.
Vleugelsein en semafoorsein zijn weinig gebruikte synoniemen van armsein. Vleugelsein wordt wel gebruikt in de modelbaanwereld. In het Engels is 'semaphore signal' het gebruikelijke woord voor armsein, maar semafoorsein wordt in België en Nederland nauwelijks of niet gebruikt. Een semafoor is een optische telegraaf.
Armseinen werden mechanisch met trekdraden bediend, later ook elektrisch, vanuit blokposten of seinhuizen. De betekenis van de stand van de arm verschilt per land en per seintype.
Armseinen zijn onderdeel van de klassieke beveiliging van de spoorwegen. In Nederland en België zijn zij niet meer in gebruik op reguliere spoorlijnen, maar in bijvoorbeeld Duitsland op sommige lijnen nog wel.

## Armseinen in Nederland
Armseinen werden in Nederland vanaf 1875 op grote schaal in gebruik genomen, ten behoeve van de zogenoemde blokbeveiliging. De spoorlijnen werden verdeeld in blokken, met aan het begin van elk blok een sein dat de toegang tot het blok beveiligde.
Tussen beide rails van de spoorbaan was een elektrische spanning aangebracht, een zogenoemde spoorstroomloop. Zolang een trein zich in een blok bevond veroorzaakte hij kortsluiting tussen de twee rails, waardoor het blok vergrendeld bleef en het sein aan het begin van het blok niet op veilig gezet kon worden. Pas als een trein het blok had verlaten en dus het sein voor het volgende blok was gepasseerd, was de blokpost in staat het voorafgaande sein, bij de voorafgaande blokpost, vrij te geven. Hiervoor werden elektrische bloksloten gebruikt. Dit zijn kastjes met een venster waarachter een rood of wit plaatje kan verschijnen. De benodigde elektriciteit werd opgewekt door de seinhuiswachter zelf, door aan een slinger te draaien. Dit kon alleen als het blok niet door een trein werd vergrendeld.
Het principe van blokbeveiliging wordt nog steeds gehanteerd. Voor het bepalen van de positie van de trein worden spoorstroomlopen nog immer intensief gebruikt, al wordt hun functie de laatste jaren meer en meer overgenomen door assentellers. De vele blokposten zijn wel verdwenen en hun functie is ingenomen door enkele grote verkeersleidingsposten. Armseinen zijn vervangen door lichtseinen langs de baan of. Inmiddels worden lichtseinen langs de baan op sommige plaatsen achterwege gelaten. Op die plaatsen zorgt (ERTMS)-cabinesignalering voor de seingeving.
Nadelen van armseinen ten opzichte van lichtseinen zijn de slechte zichtbaarheid bij mist, de mindere betrouwbaarheid vanwege het risico op vastvriezen in de winter, de grotere slijtage en te lage dan wel te hoge trekspanning op de trekdraden waarmee armseinen werden bediend. En natuurlijk is mechanische handbediening economisch niet meer aan de orde.

## Betekenissen van armseinen in Nederland
Vóór het ontstaan van de NS waren de betekenissen en de vorm van armseinen niet overal gelijk. In de beschrijving hieronder wordt aangegeven wat de betekenis van Nederlandse 'armseinstelsel 1937' is. Dit seinstelsel werd voor het eerst vastgelegd in een wijziging op het 'Seinreglement 1934'. Voor armseinen bleven deze betekenissen geldig tot het verdwijnen ervan.
De meest voorkomende armseinen in Nederland waren:
- hoofdseinen
- vertakkingsseinen
- voorseinen

Armseinen stonden in de regel rechts van het spoor waarvoor ze golden. Als van deze regel werd afgeweken werd met een pijl op de paal van de armsein aangegeven voor welk spoor het sein gold. Seinpalen van armseinen zijn afwisselend rood en zwart. De armen waren rood aan de voorzijde, dus gezien vanaf de richting waarin de machinist ze moest waarnemen. Aan de achterzijde zijn ze wit met enkele diagonaal geplaatste zwarte strepen.

### Hoofdseinen
De seinarm van een hoofdsein stak naar rechts uit en was aan het vrije uiteinde cirkelvormig verbreed. De seinarm schuin omhoog betekende voorbijrijden toegestaan, een horizontale stand betekende: stop voor dit sein. Bij duisternis was de stand van het sein te herkennen aan een groen (aanvankelijk wit) respectievelijk rood licht.

### Vertakkingsseinen
Het uiteinde van een seinarm van een vertakkingssein was verbreed en liep uit in twee punten. Het uiteinde leek op de achterkant van een pijl. Oorspronkelijk bestonden vertakkingsseinen uit een hoog geplaatst plateau, waarop meerdere kleine palen met seinarmen stonden. Een ervan was hoger dan de andere. De seinarm aan de hoge paal gold voor het rechtdoorgaande spoor; een seinarm aan een lagere paal links of rechts daarvan gold voor het aftakkende spoor naar links respectievelijk rechts.
's Nachts waren vertakkingsseinen herkenbaar aan meerdere lichten, waarvan er één hoger was geplaatst dan de andere.

#### Richtingseinstelsel
Omdat de seinen aangaven in welke richting de trein geleid, was het Nederlandse armseinstelsel een 'richtingseinstelsel'. Bij een richtingseinstelsel krijgt de machinist informatie over de richting waarheen de trein werd geleid. De machinist werd geacht de snelheid die bij die richting behoorde te kennen uit voorschriften en wegbekendheid.
Stond de hoogste seinarm schuin omhoog, dan betekende dit: voorbijrijden toegestaan; de trein wordt rechtdoor geleid, rijd niet sneller dan wat voor het doorgaande spoor is toegestaan. Stond een lagere seinarm schuin omhoog, dan betekende dit: voorbijrijden toegestaan; de trein wordt naar het aangegeven aftakkende spoor geleid, rijd niet sneller dan wat voor dat toegestaan. Stonden alle seinarmen horizontaal, dan was de betekenis: stop voor dit sein.
Vanaf 1942 werden ook enkelvoudige vertakkingsseinen gebruikt. Enkelvoudige vertakkingsseinen bestonden uit één seinpaal met twee armen, waarvan de bovenste een verbreed uiteinde had en in twee punten uitliep, en de onderste seinarm was aan het uiteinde niet verbreed. Dit sein kon alleen aangegeven of gepasseerd kon worden, en zo ja met normale snelheid of met beperkte snelheid. Het gaf niet aan in welke richting het spoor zou leiden. De invoering van enkelvoudige vertakkingsseinen is daarom te zien als een stap in de ontwikkeling van een richtingseinstelsel naar een snelheidsseinstelsel.

### Voorseinen
Voorseinen geven een vooraankondiging van de stand van een hoofdsein of een vertakkingssein. Een voorsein heeft één of meerdere armen met een stomp uiteinde. Een voorsein met één arm die schuin omhoog wijst geeft aan dat het volgende hoofdsein voorbijrijden toe zal staan. Staat de arm van het voorsein schuin naar beneden, dan zal het daaropvolgende hoofdsein stop tonen.
Een voorsein met twee armen geeft aan dat een vertakkingssein zal volgen. Dit 'vertakkingsvoorsein' kent drie standen:
- Eén arm verticaal omhoog en één arm schuin omhoog: het vertakkingssein zal voorbijrijden toestaan. 's Nachts toonde dit sein twee groene lichten naast elkaar.

Ezelsbruggetje: dit sein lijkt op de letter V (veilig); het vertakkingssein zal 'veilig' tonen.
- Eén arm schuin omhoog en één arm schuin naar beneden: het vertakkingssein zal voorbijrijden toestaan met een snelheid van ten hoogste 45 km/h. Een wissel na het vertakkingssein zal aftakkend liggen. 's Nachts toonde dit sein twee lichten naast elkaar, het linker geel en het rechter groen.

Ezelsbruggetje: dit sein lijkt op de letter K (krom), een aanduiding dat het wissel na het vertakkingssein 'krom' (aftakkend) ligt.
- Eén arm verticaal omhoog en één arm schuin naar beneden: het vertakkingssein zal stop tonen. 's Nachts toonde dit sein twee gele lichten naast elkaar.

Ezelsbruggetje: dit sein lijkt op de letter L (langzaam), dus moet langzaam gereden worden om voor het vertakkingssein te kunnen stoppen.

## Afbeeldingen
|              |  |  | Vertakkingsseinen |
| Hoofdseinen: |  |  |                   |
| Voorseinen:  |  |  |                   |

## Verwijzingen
1. ↑  Middelraad, P., Voorgeschiedenis, ontstaan en evolutie van het NS-lichtseinstelsel (pdf) bladzijde 13. NS Railinfrabeheer (2000). Gearchiveerd op 21 oktober 2021. “(...) de machinist werd geïnformeerd over de richting waarheen de trein werd geleid. De machinist werd geacht de snelheid die bij die richting behoorde te kennen uit de desbetreffende voorschriften.”
2. ↑  Middelraad, P., Voorgeschiedenis, ontstaan en evolutie van het NS-lichtseinstelsel (pdf) bladzijde 13. NS Railinfrabeheer (2000). Gearchiveerd op 21 oktober 2021. “(...) de invoering van het zogenaamde enkelvoudige vertakkingssein in 1942 (...). Het enkelvoudige vertakkingssein gaf in principe nog slechts aan dat er zich achter dit sein een vertakking bevond maar niet in welke richting de trein geleid werd.”